# 韓国源 (政治家)
韓 国源（ハン・ググォン、朝鮮語: 한국원/韓國源、1906年 - 1974年）は、大韓民国の医師、公務員、実業家、政治家。第2代韓国国会議員。本貫は清州韓氏。

## 経歴
大邱医学専門学校（現・慶北大学校医科大学）卒。1949年5月1日から1950年4月30日までは第4代慶尚北道医師会長、そのほか慶尚北道保健課長、国光病院医師、同院長などを務めた。1950年の第2代総選挙では盈徳選挙区から無所属で出馬して当選し、保社委員会幹事を務めた。国会議員在職中は国民医療法の制定への関与、免許税法の改正法案の提出などの活動を行なった。
このほか、酒造場や東海旅客会社の経営なども行なった。1974年に死去した。